# Kastor (wnuk Dejotara I)
Kastor (zm. 36 p.n.e.) – król Galacji, Paflagonii i Małej Armenii od 40 p.n.e. do swej śmierci. Syn tetrarchy Tektosagów Kastora Tarkondariusa i Adobogiony(?), córki Dejotara I Filoromajosa, króla Galacji.
W 45 r. Kastor oskarżył swego dziadka macierzystego Dejotara przed Rzymianami o spisek na życie Gajusza Juliusza Cezara. Obrony króla podjął się wówczas słynny mówca rzymski Cyceron. Ten mową W obronie Dejotara (łac. „Pro rege Deiotaro”), zachowaną do dziś, bronił go skutecznie przed Cezarem. 
W 40 r., po śmierci Dejotara, triumwirowie, po pojednaniu się w Brundyzjum, wyznaczyli następstwo na tronie Galacji Kastorowi, dodając mu Paflagonię oraz Małą Armenię. Kastor jednak niezbyt długo cieszył się władzą. Prawdopodobnie zmarł w 36 r. Marek Antoniusz postanowił zreorganizować jego państwo. Ofiarował Galację Amyntasowi, byłemu sekretarzowi króla Dejotara I, który pozyskał przychylność Rzymianina. Natomiast Dejotarowi II Filadelfowi, synowi Kastora, pozostawił Paflagonię i Małą Armenię. Ten współrządził z siostrą Adobogioną i synem Dejotarem Filopatorem w Paflagonii.